# Voetbal op de Olympische Zomerspelen 2012
Voetbal is een van de sporten die beoefend werden tijdens de Olympische Zomerspelen 2012 in Londen. De wedstrijden vonden van 25 juli tot en met 11 augustus plaats in zes stadions in even zovele steden, waaronder Londen, in het Verenigd Koninkrijk.

## Deelname
Bij de mannen mochten "onder 23"-teams deelnemen. Dit waren teams waarbij de spelers geboren waren op of na 1 januari 1989 en tijdens de Spelen dus maximaal 23 jaar oud waren. Daarnaast mocht elk land maximaal drie spelers selecteren die ouder waren (de dispensatiespelers). Bij de vrouwen gold geen leeftijdsbeperking.
Bij uitzondering kon (zowel bij de mannen als vrouwen) Groot-Brittannië meedoen aan het voetbaltoernooi van de Spelen. Bij de wedstrijdreeksen die tevens gelden als kwalificatie voor de Olympische Spelen nemen alleen de teams van Engeland, Noord-Ierland, Schotland en Wales deel, die niet gerechtigd zijn tot deelname aan de Spelen. Voor de Spelen van 2012 behoefde Groot-Brittannië zich als organisator echter niet te kwalificeren.

## Opzet
De eerste groepswedstrijden werden al op 25 juli, twee dagen voor de opening van de Spelen, gespeeld. De mannen speelden in een toernooi met 16 teams, de vrouwen in een toernooi met 12 teams. In de eerste fase van de toernooien werden de deelnemende landen bij de mannen in vier groepen en bij de vrouwen in drie groepen van vier landen verdeeld. De beste twee teams gingen na het afwerken van een halve competitie door naar de knock-outfase. Bij de vrouwen gingen ook de twee beste nummers drie door. De knock-outfase bestond uit kwartfinale, halve finale, troostfinale (om het brons) en de finale.

## Stadions
De wedstrijden werden gespeeld in de volgende zes voetbalstadions:
| Londen             | Manchester         | Cardiff            | Newcastle          | Glasgow            | Coventry                 |
| ------------------ | ------------------ | ------------------ | ------------------ | ------------------ | ------------------------ |
| Wembley Stadium    | Old Trafford       | Millennium Stadium | St. James' Park    | Hampden Park       | City of Coventry Stadium |
|                    |                    |                    |                    |                    |                          |
| Capaciteit: 90.000 | Capaciteit: 76.312 | Capaciteit: 74.500 | Capaciteit: 52.387 | Capaciteit: 52.103 | Capaciteit: 32.500       |

## Medailles
| Onderdeel | Goud             | Zilver   | Brons      |
| --------- | ---------------- | -------- | ---------- |
| Mannen    | Mexico           | Brazilië | Zuid-Korea |
| Vrouwen   | Verenigde Staten | Japan    | Canada     |

### Medaillespiegel
| Plaats | Land             | NOC    | Goud | Zilver | Brons | Totaal |
| ------ | ---------------- | ------ | ---- | ------ | ----- | ------ |
| 1      | Mexico           | MEX    | 1    | 0      | 0     | 1      |
| 1      | Verenigde Staten | USA    | 1    | 0      | 0     | 1      |
| 3      | Brazilië         | BRA    | 0    | 1      | 0     | 1      |
| 3      | Japan            | JPN    | 0    | 1      | 0     | 1      |
| 5      | Canada           | CAN    | 0    | 0      | 1     | 1      |
| 5      | Zuid-Korea       | KOR    | 0    | 0      | 1     | 1      |
| Totaal | Totaal           | Totaal | 2    | 2      | 2     | 6      |

## Trivia
- Bij de wedstrijd tussen Noord-Korea en Colombia bij de vrouwen op 25 juli werd bij het voorstellen van een speelster van Noord-Korea op het scherm de vlag van Zuid-Korea getoond. Noord-Korea weigerde vervolgens af te trappen. Met een uur vertraging en uitgebreide excuses van de organisatie aan de Noord-Koreanen werd er alsnog afgetrapt in Hampden Park, Glasgow.[2]

Mannen · Kwalificatiedetails mannen: Afrika (CAF) · Azië (AFC) · Europa (UEFA) · Noord- en Midden-Amerika (CONCACAF) · Oceanië (OFC) · Zuid-Amerika (CONMEBOL)

Vrouwen · Kwalificatiedetails vrouwen: Afrika (CAF) · Azië (AFC) · Europa (UEFA) · Noord- en Midden-Amerika (CONCACAF) · Oceanië (OFC) · Zuid-Amerika (CONMEBOL)
Parijs 1900 · 
St. Louis 1904 · 
Athene 1906 · 
Londen 1908 · 
Stockholm 1912 · 
Antwerpen 1920 · 
Parijs 1924 · 
Amsterdam 1928 · 
Berlijn 1936 · 
Londen 1948 · 
Helsinki 1952 · 
Melbourne 1956 · 
Rome 1960 · 
Tokio 1964 · 
Mexico-Stad 1968 · 
München 1972 · 
Montréal 1976 · 
Moskou 1980 · 
Los Angeles 1984 · 
Seoel 1988 · 
Barcelona 1992 · 
Atlanta 1996 · 
Sydney 2000 · 
Athene 2004 · 
Peking 2008 · 
Londen 2012 · 
Rio de Janeiro 2016 ·
Tokio 2020 ·
Parijs 2024 ·
Los Angeles 2028

Medaillewinnaars
Atletiek · Badminton · Basketbal · Boksen · Boogschieten · Gewichtheffen · Gymnastiek · Handbal · Hockey · Judo · Kanovaren · Moderne vijfkamp · Paardensport · Roeien · Schermen · Schietsport · Schoonspringen · Synchroonzwemmen · Taekwondo · Tafeltennis · Tennis · Triatlon · Voetbal · Volleybal · Waterpolo · Wielersport · Worstelen · Zeilen · Zwemmen